# 보력 (당)
보력(寶曆, 825년 1월 ~ 827년 2월)은 당나라(唐) 경종(敬宗) 이담(李湛)의 연호이다. 2년 1개월 동안 사용하였다. 경종이 붕어한 후에 문종(文宗)이 즉위하였으며, 문종이 대화(大和)로 개원하기 전까지 사용하였다.

## 개원
- 장경(長慶) 5년 1월 7일[1](825년 1월 29일)에 연호를 보력(寶曆)으로 개원함.[2][3][4][5]

- 보력(寶曆) 3년 2월 13일[6](827년 3월 14일)에 연호를 대화(大和)로 개원함.[7][8][4][5]

## 연대 대조표
| 보력       | 원년       | 2년        | 3년        |
| 서기(西紀) | 825년      | 826년      | 827년      |
| 간지(干支) | 을사(乙巳) | 병오(丙午) | 정미(丁未) |

## 동시대 연호

### 한국
발해(渤海)
- 건흥(建興) (819년 ~ 830년)

### 중국
남조(南詔)
- 보화(保和) (824년 ~ 839년)

토번(吐蕃)
- 이태(彝泰) (815년 ~ 838년)

### 일본
- 덴초(天長) (824년 ~ 834년)

## 같이 보기
- 다른 왕조의 같은 연호
  - 발해(渤海) 보력(寶曆, 774년 ~ ?)
  - 일본(日本) 호레키(寶曆, 1751년 ~ 1764년)

- 중국의 연호 목록